# Arphia novissima
Arphia novissima är en insektsart som beskrevs av Otte, D. 1984. Arphia novissima ingår i släktet Arphia och familjen gräshoppor. Inga underarter finns listade i Catalogue of Life.